# Aardloper
De aardloper (Laemostenus terricola) is een keversoort uit de familie van de loopkevers (Carabidae). De wetenschappelijke naam van de soort werd in 1784 gepubliceerd door Johann Friedrich Wilhelm Herbst.
In Nederland komt de aardloper met name voor in zanderige, heuvelachtige en warmere gebieden. Waarschijnlijk komt dit doordat konijnenholen belangrijk zijn voor de aardloper.